# CDFS
CDfs (engelska: Compact Disc File System) är ett virtuellt filsystem i Linux som används för datalagring på CD-ROM. CDfs är standardiserat av ISO 9660-standarden.[källa behövs]